# Leye (Eitorf)
Leye ist ein Ortsteil der Gemeinde Eitorf im Rhein-Sieg-Kreis.

## Lage
Leye liegt auf der Mertener Höhe im Nutscheid.

## Einwohner
1830 war Leyen ein Hof mit 17 Bewohnern.
1845 hatte der Hof sieben katholische Einwohner in zwei Häusern.
1910 hatte Leye nur den Haushalt Tagelöhner Peter Wilhelm Glasmacher verzeichnet, 1925 ein Arbeiter Peter Glasmacher. Damals gehörte das Anwesen zur Gemeinde Merten.